# Oldsmobile Toronado
O Toronado é um coupé esportivo de porte grande da Oldsmobile. Ele Impressionou o mercado por ter um motor grandalhão (V8 7.0 e 7.5, ambos Turbojet) e tração dianteira (visto que naquela época, os muscle cars utilizavam geralmente tração traseira).